# Mohammed Nadir Shah
Mohammed Nadir Shah (in pashtu محمد نادر شاه; Dehradun, 9 aprile 1883 – Kabul, 8 novembre 1933) è stato un sovrano afghano, il penultimo del regno.
Regnò dal 1929 fino al suo assassinio, avvenuto nel 1933 per mano dello studente diciassettenne di etnia hazara Abdul Khaliq Hazara, che con tale gesto intendeva protestare per la repressione governativa della propria etnia di appartenenza. Precedentemente fu Ministro della Guerra, Ambasciatore in Francia, e Generale dell'esercito del suo paese. Lui e suo figlio Mohammed Zahir Shah, che gli successe, sono spesso nominati con l'appellativo Musahiban.

## Biografia

### I primi anni

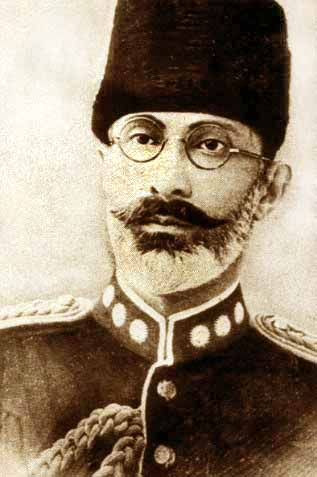
Mohammed Nadir Khan, re dell'Afghanistan dal 1929 al 1933

Nadir Khan nacque il 9 aprile 1883 a Dehradun, India britannica, dal ramo di Musahiban della dinastia reale dell'Afghanistan. Suo padre era Mohammad Yusuf Khan, mentre sua madre era Sharaf Sultana Hukumat Begum. Suo nonno paterno era Yahya Khan ed il suo bisnonno era stato il sultano Mohammad Khan Telayee, fratello di Dost Muhammad Khan. Gli antenati di Nadir erano stati esiliati nell'India britannica da re Abdur Rahman Khan dopo che questi ebbe preso il potere. Re Abdul Rahman vietò categoricamente che qualsiasi membro della famiglia ottenesse di rimettere piede in Afghanistan. Nel 1901 l'emiro Abdul Rahman morì ed il principe ereditario Habibullah venne incoronato sovrano al suo posto. Nel 1912, Nadir assistette il governo afghano nella soppressione della rivolta di Khost (1912). A differenza del padre, l'emiro Habibullah appariva molto più debole al governo e durante una sua visita nell'impero britannico, finì per sposare una delle sorelle di Nadir, concedendo ovviamente a tutti i membri della famiglia di rientrare in patria. Nadir iniziò così ad intessere le trame per aspirare al trono. Nadir ed i suoi fratelli giocarono un ruolo importante nel destabilizzare il governo Amani ed iniziarono pertanto a sostenere Habibullah Kalakani.

### L'ascesa al potere
Essendo cresciuto in India, Nadir Khan si portò in Afghanistan già adulto. Con il ritorno della sua famiglia in patria, riuscì a divenire anche generale dell'esercito sotto re Amanullah Khan ed a guidare l'esercito afghano nella terza guerra anglo-afghana. Dopo la guerra, Nadir venne creato ministro della guerra dal 1924 al 1926 e venne nominato ambasciatore afghano in Francia.
Dopo una ribellione di alcuni pashtun, Nadir Khan venne nuovamente esiliato per disaccordi con re Amanullah. Dopo che Habibullah Kalakani ebbe rovesciato dal trono Amanullah Khan, Nadir ottenne di rientrare in Afghanistan, nazione che conquistò quasi integralmente nel corso di quella che divenne nota come guerra civile afghana. Dal 13 ottobre 1929, le forze leali a Nadir ottennero il controllo di Kabul e la saccheggiarono, ed egli giunse in città il giorno 15. Catturò personalmente Kalakani e lo giustiziò con una squadra di fucili sul muro occidentale dell'Arg il 1º novembre 1929, assieme al fratello di Kalakani e ad altri nove membri della stretta cerchia di amici dei due.

### Re dell'Afghanistan
Come scià dell'Afghanistan, Nadir Khan abolì gran parte delle riforme volute da Amanullah Khan, ma malgrado i suoi sforzi di migliorare le condizioni dell'esercito, questo riuscì appena a sopprimere la rivolta scoppiata dopo il suo arrivo, con forze che si presentavano ancora deboli a dispetto dei leaders religiosi e tribali locali. Nadir dovette affrontare diverse rivolte nel corso del suo regno, inclusa quella di Koh Daman (29 novembre – 30 giugno), la rivolta di Shinwari (febbraio 1930), operazioni contro Ibrahim Beg (novembre 1930 – aprile 1931), la minaccia di Ghilzai (1931), la rivolta di Darre Khel (novembre 1932) e rivolte occasionali a Khost.
Nadir Khan nominò un gabinetto di governo composto da dieci uomini, perlopiù membri della sua famiglia, e nel settembre del 1930 una sessione della loya jirga (parlamento) approvò la sua ascesa al trono. Nel 1931, il re promulgò una nuova costituzione di stato. Malgrado l'apparenza di una monarchia costituzionale, il documento sanciva perlopiù una monarchia oligarchica, mentre la partecipazione popolare era poco più di una mera illusione.
Nadir Khan riuscì a placare le fazioni religiose in lotta tra loro e modernizzò pure l'Afghanistan per quanto in maniera meno incisiva di quanto avesse fatto Amanullah. Costruì nuove strade, in particolare a nord, e nel 1931 istituì la prima università afghana chde accolse i primi studenti nel 1932. Intrattenne legami commerciali con diverse potenze europee servendosi dei legami instaurati personalmente e da Amanullah negli anni '20 e, sotto la guida di diversi imprenditori, diede il via al primo sistema bancario del paese e ad una prima pianificazione economica del regno a lungo raggio. Alla sua morte, l'esercito contava 40.000 unità.

### L'assassinio

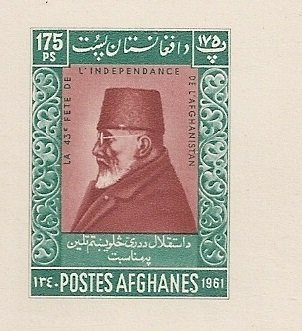
Francobollo afghano del 1961 raffigurante Nadir Shah

L'8 novembre 1933, Nadir Khan stava visitando un istituto superiore quando venne ucciso con un colpo di pistola da Abdul Khaliq nel corso di una cerimonia di consegna di diplomi. Di etnia Hazara, Abdul Khaliq venne immediatamente catturato, torturato e poi giustiziato per squartamento assieme a gran parte dei membri della sua famiglia, incluso suo padre e suo zio. Il corpo del sovrano venne sepolto a Kabul, sulla collina di Maranjan Hill, in un mausoleo appositamente costruito in suo onore.